# Jean-Pierre Andrevon
Jean-Pierre Andrevon, escritor de ciencia ficción, nace en Francia el 19 de septiembre de 1937. Ha usado el pseudónimo de Alphonse Brutsche en sus novelas publicadas bajo la colección Fleuve Noir.
En 1969, escribió su primera novela, Les hommes-machines contre Gandahar.
En 1982, recibió un premio literario por La fée et le géomètre.
En 1983, Patrice Duvic realizó una antología de sus mejores textos, y ese mismo año publicó Le travail du Furet à l'intérieur du poulailler, considerada su mejor novela y adaptada para la televisión en 1994.
En 1990, recibió de nuevo un premio literario por "Sukran".

## Obras
- Les Hommes-machines contre Gandahar (1969)
- Aujourd'hui, demain et après (1970)
- Un froid mortel (1971)
- Le Temps des grandes chasses (1973)
- Une lumière entre les arbres (1974)
- Retour à la Terre (antología) (1975) Retorno a la Tierra (Martinez Roca)
- Retour à la Terre 2 (antología) (1976)
- Le Désert du monde (1977)
- Le reflux de la nuit
- Avenirs en dérive (1979)
- Les revenants de l'ombre (1979)
- Compagnons en terre étrangére (1979) Compañeros en tierra extraña (Luis de Caralt Editor S. A.)
- Le livre d'or d'Alain Dorémieux (antología presentada por Jean-Pierre Andrevon) (1980)
- La fée et le géomètre(1981)
- La trace des rêves(1988)
- Six étages à monter (1990)
- Tout va mal ! (1991)
- L'homme aux dinosaures (1994) en colaboración con Silvio Cadelo y Stephen Jay Gould
- L'arche (1995)
- Le masque au sourire de crocodile (1995)
- Huit Morts dans l'eau froide (1995)
- Chasse à Mort (1996)
- Manuscrit d'un roman de SF trouvé dans une poubelle (1996)
- Le jour du grand saut (1996)
- Gandahar et l'oiseau-monde (1997)
- Le parking mystérieux (1997)
- La nuit des bêtes (1997)
- Kofi et les buveurs de vie (1998)
- Les Crocs de l'enfance (1999)
- Les portes de Gandahar (1999)
- Cap sur Gandahar (1999)
- Requiem pour dix cerveaux en Fugue (1999)
- Les Rebelles de Gandahar (2002)